# Vieux-Vy-sur-Couesnon
Vieux-Vy-sur-Couesnon é uma comuna francesa na região administrativa da Bretanha, no departamento de Ille-et-Vilaine. Estende-se por uma área de 21.56 km². Em 2010 a comuna tinha 1 232 habitantes (densidade: 57,1 hab./km²).